# Vagabond (serie de televisión)
Vagabond (en hangul, 배가본드; romanización revisada, Baegabondeu) es una serie de televisión surcoreana transmitida del 20 de septiembre al 23 de noviembre de 2019 por SBS.

## Sinopsis
Cha Dal-geon (Lee Seung-ki) es un especialista que termina involucrándose en una gran conspiración debido a un accidente de avión en el cual fallecen 211 personas, incluido su sobrino de 11 años. Ko Hae-ri (Suzy) es una agente del Servicio de Inteligencia Nacional, quien escogió la vida de funcionaria para apoyar a su familia, pero acaba convirtiéndose en una agente encubierta
La historia de un hombre ordinario que se involucra en la investigación de un accidente de avión y comienza a desenterrar información sobre la corrupción del país.

## Reparto

### Personajes principales
- Lee Seung-ki como Cha Dal-geon.[7]
- Suzy como Ko Hae-ri.[8]
- Shin Sung-rok como Ki Tae-woong.[9]

### Personajes secundarios

#### En laCasa Azul
- Baek Yoon-sik como Presidente surcoreano
- Moon Sung-keun como Hong Soon-jo, el primer ministro surcoreano
- Kim Min-jong como el secretario de asuntos civiles[10]

#### Servicio Nacional de Inteligencia
- Lee Ki-young como Kang Joo-cheol, director del SNI.
- Jung Man-sik como Min Jae-shik[11]
- Hwang Bo-ra como Gong Hwa-sook[12][13]

#### Empresas de armamento militar
- Lee Geung-young como Edward Park, ejecutivo de Dinamic System
- Moon Jung-hee como Jessica Lee, ejecutiva de Jhon & Mark[14]

### Otros
- Choi Kwang-il como Park Man-young
- Shin Seung-hwan como Kim Se-hoon.[15]
- Kang Kyung-heon como Oh Sang-mi
- Lee Si-yoo como Seo Young-ji
- Yoo Tae-oh como Jerom
- Park Ah-in como Lily
- Choi Dae-chul como Kim Do-soo
- Jang Hyuk-jin como Kim Woo-gi
- Yoon Na-moo como Kim Ho-shik (ep. #1-3)
- Ryu Won como Mickey
- Ko Kyu-pil como Park Kwang-deok
- Yoo Hyung-kwan
- Matthew Douma
- Lee Hwang-eui como Dr. Kevin Kim
- Kim Jung-hyun como Hong Seung-beom.[16]
- Kim Jong-soo como An, director general del NIS.[17]

### Apariciones especiales
- Moon Woo-jin como Cha Hoon, es el joven sobrino de Dal-geon, quien se convierte en una de las víctimas del accidente aéreo B357 (ep. #1, 7, 9)
  - Jung Hyun-joon como Cha Hoon de pequeño (ep. #1-2)

## Audiencia
- En la tabla, los números azules representan las calificaciones más bajas y los rojos las más altas
- Cada episodio se emite en 3 partes de 20 minutos con intervalos publicitarios.
- NR significa que no estuvo entre las 20 mejores calificaciones

| Episodio | Parte    | Fecha                    | Audiencia   | Audiencia   | Audiencia  |
| Episodio | Parte    | Fecha                    | AGB Nielsen | AGB Nielsen | TNmS       |
| Episodio | Parte    | Fecha                    | Nacional    | Seúl        | Nacional   |
| -------- | -------- | ------------------------ | ----------- | ----------- | ---------- |
| 1        | 1        | 20 de septiembre de 2019 | 6.3 % (16)  | 6.7 % (13)  | 6.6 % (17) |
| 1        | 2        | 20 de septiembre de 2019 | 8.0 % (8)   | 8.8 % (6)   | 7.9 % (14) |
| 1        | 3        | 20 de septiembre de 2019 | 10.2 % (4)  | 11.5 % (4)  | 9.5 % (7)  |
| 2        | 1        | 21 de septiembre de 2019 | 5.8 % (NR)  | 6.4 % (19)  |            |
| 2        | 2        | 21 de septiembre de 2019 | 8.1 % (11)  | 8.4 % (6)   | 7.1 % (20) |
| 2        | 3        | 21 de septiembre de 2019 | 10.3 % (4)  | 10.7 % (3)  | 9.3 % (9)  |
| 3        | 1        | 27 de septiembre de 2019 | 7.3 % (10)  | 7.5 % (9)   | 6.3 % (18) |
| 3        | 2        | 27 de septiembre de 2019 | 8.4 % (7)   | 8.2 % (7)   | 8.2 % (11) |
| 3        | 3        | 27 de septiembre de 2019 | 9.3 % (5)   | 9.1 % (5)   | 9.1 % (7)  |
| 4        | 1        | 28 de septiembre de 2019 | 6.8 % (15)  | 7.6 % (12)  | 7.1 % (18) |
| 4        | 2        | 28 de septiembre de 2019 | 8.1 % (9)   | 8.8 % (5)   | 8.4 % (12) |
| 4        | 3        | 28 de septiembre de 2019 | 10.2 % (3)  | 11.1 % (3)  | 9.7 %(3)   |
| 5        | 1        | 4 de octubre de 2019     | 7.4 % (10)  | 7.9 % (10)  | 7.2 % (14) |
| 5        | 2        | 4 de octubre de 2019     | 8.9 % (9)   | 9.1 % (8)   | 8.2 % (11) |
| 5        | 3        | 4 de octubre de 2019     | 11.5 % (4)  | 11.2 % (6)  | 11.0 % (4) |
| 6        | 1        | 5 de octubre de 2019     | 7.2 % (14)  | 7.7 % (11)  | 7.2 % (18) |
| 6        | 2        | 5 de octubre de 2019     | 10.0 % (4)  | 10.8 % (4)  | 8.9 % (11) |
| 6        | 3        | 5 de octubre de 2019     | 11.3 % (3)  | 12.3 % (3)  | 10.0 % (5) |
| 7        | 1        | 11 de octubre de 2019    | 7.5 % (12)  | 8.1 % (12)  | 7.1 % (18) |
| 7        | 2        | 11 de octubre de 2019    | 9.5 % (7)   | 10.1 % (6)  | 8.2 % (11) |
| 7        | 3        | 11 de octubre de 2019    | 11.4 % (4)  | 12.2 % (3)  | 9.9 % (6)  |
| 8        | 1        | 12 de octubre de 2019    | 7.2 % (11)  | 7.4 % (11)  | 7.1 % (15) |
| 8        | 2        | 12 de octubre de 2019    | 8.8 % (8)   | 9.0 % (7)   | 8.8 % (6)  |
| 8        | 3        | 12 de octubre de 2019    | 10.1 % (4)  | 10.2 % (3)  | 9.1 % (5)  |
| 9        | 1        | 18 de octubre de 2019    | 7.0 % (13)  | 7.3 % (11)  | 7.5 % (17) |
| 9        | 2        | 18 de octubre de 2019    | 8.6 % (9)   | 9.0 % (8)   | 8.7 % (10) |
| 9        | 3        | 18 de octubre de 2019    | 10.6 % (4)  | 10.8 % (3)  | 10.0 % (6) |
| 10       | 1        | 19 de octubre de 2019    | 7.9 % (8)   | 8.0 % (7)   | 8.4 % (10) |
| 10       | 2        | 19 de octubre de 2019    | 10.2 % (3)  | 10.6 % (3)  | 9.7 % (4)  |
| 11       | 1        | 25 de octubre de 2019    | 7.9 % (10)  | 8.2 % (9)   | 7.6 % (15) |
| 11       | 2        | 25 de octubre de 2019    | 8.9 % (7)   | 8.9 % (7)   | 8.6 % (10) |
| 11       | 3        | 25 de octubre de 2019    | 10.2 % (4)  | 10.0 % (4)  | 9.7 % (7)  |
| 12       | 1        | 26 de octubre de 2019    | 9.0 % (6)   | 9.5 % (5)   |            |
| 12       | 2        | 26 de octubre de 2019    | 11.6 % (3)  | 11.9 % (3)  |            |
| 13       | 1        | 2 de noviembre de 2019   | 10.4 % (4)  | 10.3 % (4)  | 8.8 % (8)  |
| 13       | 2        | 2 de noviembre de 2019   | 12.8 % (3)  | 12.6 % (3)  | 11.0 % (3) |
| 14       | 1        | 9 de noviembre de 2019   | 8.5 % (5)   | 8.9 % (5)   | 8.8 % (8)  |
| 14       | 2        | 9 de noviembre de 2019   | 10.2 % (4)  | 10.6 % (4)  | 9.3 % (6)  |
| 14       | 3        | 9 de noviembre de 2019   | 11.2 % (3)  | 11.3 % (3)  | 10.4 % (3) |
| 15       | 1        | 22 de noviembre de 2019  | 8.7 % (10)  | 9.0 % (8)   |            |
| 15       | 2        | 22 de noviembre de 2019  | 10.1 % (5)  | 10.4 % (3)  |            |
| 15       | 3        | 22 de noviembre de 2019  | 11.8 % (2)  | 12.1 % (2)  |            |
| 16       | 1        | 23 de noviembre de 2019  | 9.3 % (5)   | 9.4 % (5)   | 8.6 % (10) |
| 16       | 2        | 23 de noviembre de 2019  | 11.7 % (4)  | 11.9 % (4)  | 10.3 % (4) |
| 16       | 3        | 23 de noviembre de 2019  | 13.0 % (3)  | 13.1 % (3)  | 12.1 % (3) |
| Promedio | Promedio | Promedio                 | 9.3 %       | 9.7 %       | —          |

## Banda sonora
Parte 1
| Publicado el 20 de septiembre de 2019 |                         |              |          |  |
| N.º                                   | Título                  | Artista      | Duración |  |
| 1.                                    | «Good All Days»         | Lee Chan-sol |          |  |
| 2.                                    | «Good All Days» (Inst.) |              |          |  |

Parte 2
| Publicado el 27 de septiembre de 2019 |                       |         |          |  |
| N.º                                   | Título                | Artista | Duración |  |
| 1.                                    | «Fallen Star»         | Elaine  |          |  |
| 2.                                    | «Fallen Star» (Inst.) |         |          |  |

Parte 3
| Publicado el 4 de octubre de 2019 |                         |         |          |  |
| N.º                               | Título                  | Artista | Duración |  |
| 1.                                | «Breaking Dawn»         | I'll    |          |  |
| 2.                                | «Breaking Dawn» (Inst.) |         |          |  |

Parte 4
| Publicado el 11 de octubre de 2019 |                          |             |          |  |
| N.º                                | Título                   | Artista     | Duración |  |
| 1.                                 | «Hello My Lover»         | Baek A-yeon |          |  |
| 2.                                 | «Hello My Lover» (Inst.) |             |          |  |

Parte 5
| Publicado el 18 de octubre de 2019 |                        |             |          |  |
| N.º                                | Título                 | Artista     | Duración |  |
| 1.                                 | «Here For You»         | Lee Ju-hyuk | 3:27     |  |
| 2.                                 | «Here For You» (Inst.) |             | 3:27     |  |

Part 6
| Publicado el 25 de octubre de 2019 |                     |          |          |  |
| N.º                                | Título              | Artista  | Duración |  |
| 1.                                 | «Open Fire»         | The VANE | 3:59     |  |
| 2.                                 | «Open Fire» (Inst.) |          | 3:07     |  |

;
Parte 7
| Publicado el 2 de noviembre de 2019 |                           |         |          |  |
| N.º                                 | Título                    | Artista | Duración |  |
| 1.                                  | «Falling in love»         | IRO     | 3:47     |  |
| 2.                                  | «Falling in love» (Inst.) |         | 3:47     |  |

;
Parte 8
| Publicado el 9 de noviembre de 2019 |                               |                          |          |  |
| N.º                                 | Título                        | Artista                  | Duración |  |
| 1.                                  | «Vagabond»                    | Ha Hyun-woo (Guckkasten) | 3:48     |  |
| 2.                                  | «Vagabond» (Movie Still ver.) | Ha Hyun-woo (Guckkasten) | 3:48     |  |
| 3.                                  | «Vagabond» (Inst.)            |                          | 3:48     |  |

Parte 9
| Publicado el 23 de noviembre de 2019 |                    |              |          |  |
| N.º                                  | Título             | Artista      | Duración |  |
| 1.                                   | «If I was»         | Kim Jae-hwan | 5:13     |  |
| 2.                                   | «If I was» (Inst.) | Kim Jae-hwan | 5:13     |  |

## Premios y nominaciones
| Año  | Premio           | Categoría                                      | Nominado                                                  | Resultado | Ref.                        |
| ---- | ---------------- | ---------------------------------------------- | --------------------------------------------------------- | --------- | --------------------------- |
| 2019 | SBS Drama Awards | Gran Premio (Daesang)                          | Lee Seung-gi                                              | Nominado  | [ 43 ] [ 44 ] [ 45 ] [ 46 ] |
| 2019 | SBS Drama Awards | Gran Premio (Daesang)                          | Bae Suzy                                                  | Nominado  | [ 43 ] [ 44 ] [ 45 ] [ 46 ] |
| 2019 | SBS Drama Awards | Producer Award                                 | Lee Seung-gi                                              | Nominado  | [ 43 ] [ 44 ] [ 45 ] [ 46 ] |
| 2019 | SBS Drama Awards | Producer Award                                 | Bae Suzy                                                  | Nominado  | [ 43 ] [ 44 ] [ 45 ] [ 46 ] |
| 2019 | SBS Drama Awards | Top Premio excelencia en miniserie (Masculino) | Lee Seung-gi                                              | Ganador   | [ 43 ] [ 44 ] [ 45 ] [ 46 ] |
| 2019 | SBS Drama Awards | Top Premio excelencia en miniserie (Femenino)  | Bae Suzy                                                  | Ganador   | [ 43 ] [ 44 ] [ 45 ] [ 46 ] |
| 2019 | SBS Drama Awards | Mejor pareja                                   | Lee Seung-gi y Bae Suzy                                   | Ganador   | [ 43 ] [ 44 ] [ 45 ] [ 46 ] |
| 2019 | SBS Drama Awards | Contenido Hallyu                               | Vagabond                                                  | Ganador   | [ 43 ] [ 44 ] [ 45 ] [ 46 ] |
| 2019 | SBS Drama Awards | Premio excelencia en miniserie (Masculino)     | Shin Sung-rok                                             | Nominado  | [ 43 ] [ 44 ] [ 45 ] [ 46 ] |
| 2019 | SBS Drama Awards | Mejor personaje (femenino)                     | Hwang Bo-ra                                               | Nominado  | [ 43 ] [ 44 ] [ 45 ] [ 46 ] |
| 2019 | SBS Drama Awards | Mejor equipo de reparto                        | Park Ah-in, Choi Dae-chul, Kim Jung-hyun y Moon Jeong-hee | Nominado  | [ 43 ] [ 44 ] [ 45 ] [ 46 ] |
| 2019 | SBS Drama Awards | Mejor actor de reparto                         | Baek Yoon-sik                                             | Nominado  | [ 43 ] [ 44 ] [ 45 ] [ 46 ] |
| 2019 | SBS Drama Awards | Mejor actor de reparto                         | Lee Geung-young                                           | Nominado  | [ 43 ] [ 44 ] [ 45 ] [ 46 ] |
| 2019 | SBS Drama Awards | Mejor actriz de reparto                        | Moon Jeong-hee                                            | Ganador   | [ 43 ] [ 44 ] [ 45 ] [ 46 ] |
| 2019 | SBS Drama Awards | Child Actor Award                              | Moon Woo-jin                                              | Nominado  | [ 43 ] [ 44 ] [ 45 ] [ 46 ] |
| 2019 | SBS Drama Awards | Mejor actriz revelación                        | Park Ah-in                                                | Nominado  | [ 43 ] [ 44 ] [ 45 ] [ 46 ] |

## Producción

### Desarrollo
Es la cuarta colaboración entre los guionistas Jang Young-chul, Jung Kyung-soon y el director Yoo In-sik, después de trabajar juntos en Giant (2010), History of a Salaryman (2012) e Incarnation of Money (2013).
Lee Seung-gi y Bae Suzy previamente protagonizaron la serie Gu Family Book en 2013.
Durante el undécimo episodio de la serie,  emitido el 25 de octubre de 2019, un cuadro creado por el actor Ha Jung-woo apareció en una escena que representaba una subasta de arte.

### Filmación
El rodaje comenzó en junio de 2018 y fue totalmente pre-producida.
La primera lectura del guion se celebró en junio de 2018, mientras que la rueda de prensa fue realizada en septiembre de 2019.
Fue filmada en Portugal y Marruecos, además de Corea del Sur.

### Emisión
Originalmente programada para emitirse a fines de 2018, la serie se retrasó y se esperaba su estreno en mayo de 2019, pero nuevamente se postergó debido a problemas de programación en la filmación y un acuerdo pendiente con Netflix. Finalmente se estrenó a nivel mundial el 20 de septiembre de 2019 a través de la plataforma Netflix.